# Semperdon kororensis
Semperdon kororensis é uma espécie de gastrópode  da família Charopidae.
É endémica de Palau.